# Liancourt-Saint-Pierre
Liancourt-Saint-Pierre és un municipi francès, situat al departament de l'Oise i a la regió dels Alts de França. L'any 2007 tenia 550 habitants.

## Demografia

### Població
El 2007 la població de fet de Liancourt-Saint-Pierre era de 550 persones. Hi havia 210 famílies de les quals 48 eren unipersonals (28 homes vivint sols i 20 dones vivint soles), 63 parelles sense fills, 95 parelles amb fills i 4 famílies monoparentals amb fills.
La població ha evolucionat segons el següent gràfic:
Habitants censats

### Habitatges
El 2007 hi havia 242 habitatges, 211 eren l'habitatge principal de la família, 16 eren segones residències i 15 estaven desocupats. 238 eren cases i 3 eren apartaments. Dels 211 habitatges principals, 172 estaven ocupats pels seus propietaris, 27 estaven llogats i ocupats pels llogaters i 12 estaven cedits a títol gratuït; 3 tenien una cambra, 7 en tenien dues, 28 en tenien tres, 47 en tenien quatre i 127 en tenien cinc o més. 146 habitatges disposaven pel capbaix d'una plaça de pàrquing. A 93 habitatges hi havia un automòbil i a 97 n'hi havia dos o més.

### Piràmide de població
La piràmide de població per edats i sexe el 2009 era:
| Homes | Edats   | Dones |
| ----- | ------- | ----- |
| 0     | 95 o +  | 12    |
| 0     | 90 a 94 | 0     |
| 0     | 85 a 89 | 8     |
| 4     | 80 a 84 | 4     |
| 12    | 75 a 79 | 4     |
| 12    | 70 a 74 | 28    |
| 4     | 65 a 69 | 4     |
| 12    | 60 a 64 | 4     |
| 8     | 55 a 59 | 4     |
| 12    | 50 a 54 | 12    |
| 32    | 45 a 49 | 20    |
| 32    | 40 a 44 | 32    |
| 32    | 35 a 39 | 32    |
| 16    | 30 a 34 | 12    |
| 28    | 25 a 29 | 20    |
| 8     | 20 a 24 | 8     |
| 28    | 15 a 19 | 16    |
| 24    | 10 a 14 | 24    |
| 36    | 5 a 9   | 28    |
| 24    | 0 a 4   | 12    |

## Economia
El 2007 la població en edat de treballar era de 367 persones, 284 eren actives i 83 eren inactives. De les 284 persones actives 258 estaven ocupades (142 homes i 116 dones) i 27 estaven aturades (12 homes i 15 dones). De les 83 persones inactives 22 estaven jubilades, 33 estaven estudiant i 28 estaven classificades com a «altres inactius».

### Ingressos
El 2009 a Liancourt-Saint-Pierre hi havia 213 unitats fiscals que integraven 550 persones, la mediana anual d'ingressos fiscals per persona era de 22.160 €.

### Activitats econòmiques
Dels 15 establiments que hi havia el 2007, 1 era d'una empresa extractiva, 2 d'empreses de construcció, 3 d'empreses de comerç i reparació d'automòbils, 2 d'empreses de transport, 1 d'una empresa de serveis, 4 d'entitats de l'administració pública i 2 d'empreses classificades com a «altres activitats de serveis».
Dels 2 establiments de servei als particulars que hi havia el 2009, 1 era una oficina de correu i 1 lampisteria.
L'únic establiment comercial que hi havia el 2009 era una botiga de menys de 120 m².
L'any 2000 a Liancourt-Saint-Pierre hi havia 7 explotacions agrícoles.

## Equipaments sanitaris i escolars
El 2009 hi havia una escola elemental integrada dins d'un grup escolar amb les comunes properes formant una escola dispersa.

## Poblacions més properes
El següent diagrama mostra les poblacions més properes.